# Israel-Premier Tech/Saison 2023
Diese Liste beschreibt die Mannschaft und die Siege des Radsportteams Israel-Premier Tech in der Saison 2023.

## Kader
| Teamkader 2023                              | Teamkader 2023     | Teamkader 2023         | Teamkader 2023                                  |
| Name                                        | Geburtsdatum       | Land                   | Vorheriges Team                                 |
| ------------------------------------------- | ------------------ | ---------------------- | ----------------------------------------------- |
| Sebastian Berwick                           | 15. Dezember 1999  | Australien             | St George Continental Cycling Team (2019)       |
| Guillaume Boivin                            | 25. Mai 1989       | Kanada                 | Optum-Kelly Benefit Strategies (2015)           |
| Simon Clarke                                | 18. Juli 1986      | Australien             | Qhubeka NextHash (2021)                         |
| Itamar Einhorn                              | 20. September 1997 | Israel                 | Côtes d'Armor-Marie Morin-Véranda Rideau (2019) |
| Marco Frigo                                 | 2. März 2000       | Italien                | Israel Cycling Academy (2022)                   |
| Chris Froome                                | 20. Mai 1985       | Vereinigtes Königreich | Ineos Grenadiers (2020)                         |
| Jakob Fuglsang                              | 22. März 1985      | Dänemark               | Astana-Premier Tech (2021)                      |
| Derek Gee                                   | 3. August 1997     | Kanada                 | Israel Cycling Academy (2022)                   |
| Omer Goldstein                              | 13. August 1996    | Israel                 | Ampo-Goierriko TB (2017)                        |
| Ben Hermans                                 | 8. Juni 1986       | Belgien                | BMC Racing Team (2017)                          |
| Reto Hollenstein                            | 22. August 1985    | Schweiz                | Katusha-Alpecin (2019)                          |
| Mason Hollyman                              | 25. Juni 2000      | Vereinigtes Königreich | Israel Cycling Academy (2022)                   |
| Hugo Houle                                  | 27. September 1990 | Kanada                 | Astana-Premier Tech (2021)                      |
| Daryl Impey                                 | 6. Dezember 1984   | Südarfika              | Mitchelton-Scott (2020)                         |
| Taj Jones                                   | 26. Juli 2000      | Australien             | Israel Cycling Academy (2021)                   |
| Krists Neilands                             | 18. August 1994    | Lettland               | Axeon-Hagens Berman (2016)                      |
| Giacomo Nizzolo                             | 30. Januar 1989    | Italien                | Qhubeka NextHash (2021)                         |
| Jens Reynders                               | 25. Mai 1998       | Belgien                | Sport Vlaanderen-Baloise (2022)                 |
| Matthew Riccitello                          | 5. März 2002       | Vereinigte Staaten     | Hagens Berman Axeon (2022)                      |
| Guy Sagiv                                   | 5. Dezember 1994   | Israel                 | BMC Racing Team (2015)                          |
| Nick Schultz                                | 13. September 1994 | Australien             | BikeExchange-Jayco (2022)                       |
| Corbin Strong                               | 30. April 2000     | Neuseeland             | SEG Racing Academy (2021)                       |
| Dylan Teuns                                 | 1. März 1992       | Belgien                | Bahrain Victorious (2022)                       |
| Tom Van Asbroeck                            | 19. April 1990     | Belgien                | EF Education First-Drapac (2018)                |
| Sep Vanmarcke (1. Jan.–7. Jul., Anm.)       | 28. Juli 1988      | Belgien                | EF Pro Cycling (2020)                           |
| Stephen Williams                            | 9. Juni 1996       | Vereinigtes Königreich | Bahrain Victorious (2022)                       |
| Michael Woods                               | 12. Oktober 1986   | Kanada                 | EF Pro Cycling (2020)                           |
| Mads Würtz Schmidt                          | 31. März 1994      | Dänemark               | Katusha-Alpecin (2019)                          |
| Rick Zabel                                  | 7. Dezember 1993   | Deutschland            | Katusha-Alpecin (2019)                          |
| Domenico Pozzovivo (6. Mär.–31. Dez.)       | 30. November 1982  | Italien                | Intermarché-Wanty-Gobert Matériaux (2022)       |
| Brady Gilmore (1. Aug.–31. Dez., Stagiaire) | 14. April 2001     | Australien             | ARA-Skip Capital (2023)                         |
| Riley Sheehan (1. Aug.–31. Dez., Stagiaire) | 16. Juni 2000      | Vereinigte Staaten     | Premier Tech U23 Cycling Project (2022)         |
|                                             |                    |                        |                                                 |
| Quelle: ProCyclingStats                     |                    |                        |                                                 |

Anmerkung: Sep Vanmarcke, Karriereende des Sportlers

## Siege
| Siege    | Siege                                                 | Siege      | Siege  | Siege             | Siege |
| Datum    | Rennen                                                | Staat      | Klasse | Sieger            |       |
| -------- | ----------------------------------------------------- | ---------- | ------ | ----------------- | ----- |
| 7. Mai   | Tro Bro Leon                                          | Frankreich | 1.Pro  | Giacomo Nizzolo   |       |
| 17. Jun. | Route d'Occitanie, 3. Etappe                          | Frankreich | 2.1    | Michael Woods     |       |
| 18. Jun. | Route d'Occitanie, Gesamtwertung                      | Frankreich | 2.1    | Michael Woods     |       |
| 23. Jun. | Kanadische Meisterschaften, Einzelzeitfahren Männer   | Kanada     | CN     | Derek Gee         |       |
| 24. Jun. | Israelische Meisterschaften, Straßenrennen der Männer | Israel     | CN     | Itamar Einhorn    |       |
| 9. Jul.  | Tour de France, 9. Etappe                             | Frankreich | 2.UWT  | Michael Woods     |       |
| 27. Jul. | Czech Tour, 1. Etappe                                 | Tschechien | 2.1    | Itamar Einhorn    |       |
| 19. Aug. | Arctic Race of Norway, 3. Etappe                      | Norwegen   | 2.Pro  | Stephen Williams  |       |
| 20. Aug. | Arctic Race of Norway, Gesamtwertung                  | Norwegen   | 2.Pro  | Stephen Williams  |       |
| 6. Okt.  | Tour of Hainan, 2. Etappe                             | China      | 2.Pro  | Sebastian Berwick |       |
| 8. Okt.  | Paris–Tours                                           | Frankreich | 1.Pro  | Riley Sheehan     |       |

## UCI-Weltranglisten-Platzierungen
| UCI-Ranking | UCI-Ranking        | UCI-Ranking            | UCI-Ranking |
| Fahrer      | Fahrer             | Land                   | Punkte      |
| ----------- | ------------------ | ---------------------- | ----------- |
| 47.         | Michael Woods      | Kanada                 | 1478 P.     |
| 63.         | Corbin Strong      | Neuseeland             | 1184 P.     |
| 68.         | Derek Gee          | Kanada                 | 1156 P.     |
| 150.        | Simon Clarke       | Australien             | 628 P.      |
| 165.        | Dylan Teuns        | Belgien                | 581 P.      |
| 166.        | Giacomo Nizzolo    | Italien                | 575 P.      |
| 167.        | Sep Vanmarcke      | Belgien                | 574 P.      |
| 194.        | Tom Van Asbroeck   | Belgien                | 477 P.      |
| 209.        | Itamar Einhorn     | Israel                 | 451 P.      |
| 220.        | Stephen Williams   | Vereinigtes Königreich | 430 P.      |
| 231.        | Krists Neilands    | Lettland               | 408 P.      |
| 239.        | Sebastian Berwick  | Australien             | 389 P.      |
| 251.        | Riley Sheehan      | Vereinigte Staaten     | 374 P.      |
| 316.        | Brady Gilmore      | Australien             | 289 P.      |
| 347.        | Hugo Houle         | Kanada                 | 263 P.      |
| 366.        | Ben Hermans        | Belgien                | 244 P.      |
| 379.        | Marco Frigo        | Italien                | 235 P.      |
| 396.        | Nick Schultz       | Australien             | 221 P.      |
| 399.        | Domenico Pozzovivo | Italien                | 219 P.      |
| 399.        | Matthew Riccitello | Vereinigte Staaten     | 219 P.      |
| 458.        | Jakob Fuglsang     | Dänemark               | 190 P.      |
| 659.        | Jens Reynders      | Belgien                | 115 P.      |
| 689.        | Guillaume Boivin   | Kanada                 | 108 P.      |
| 776.        | Omer Goldstein     | Israel                 | 92 P.       |
| 850.        | Mason Hollyman     | Vereinigtes Königreich | 80 P.       |
| 1461.       | Mads Würtz Schmidt | Dänemark               | 30 P.       |
| 1703.       | Taj Jones          | Australien             | 23 P.       |
| 1770.       | Rick Zabel         | Deutschland            | 20 P.       |
| 2112.       | Daryl Impey        | Südarfika              | 12 P.       |
| 2128.       | Reto Hollenstein   | Schweiz                | 11 P.       |
| 2342.       | Chris Froome       | Vereinigtes Königreich | 8 P.        |